# Messier 84
Messier 84 (M84 o NGC 4374) és una galàxia lenticular de tipus S0 situada a la constel·lació de la Verge. Va ser descoberta per Charles Messier el 18 de març de 1781.
M84 està situada al nucli intern del densament poblat cúmul de galàxies de la Verge. Degut a la seva aparença, va estar molt de temps classificat com a galàxia el·líptica E1, ja que està poblada per velles estrelles grogues. Tanmateix, hi ha certes indicacions que farien pensar que es tracta d'una galàxia lenticular vista de front.
M84 presente dues característiques particulars, per una banda posseeix al seu centre un sistema que ejecta dos petits, encara que remarcables, jets detectables en ones de ràdio. Per una altra, investigacions dudes a terme pel Hubble han mostrat que el nucli de la galàxia posseeis un objecte central massiu de 18 x 108 masses solars, concentrades en menys de 26 anys llum del seu centre. La presència d'un forat negre supermassiu es confirmaria per la gran velocitat de rotació (uns 400 km/s) d'un disc de gas al centre de la galàxia.
A la galàxia s'hi han observat 3 supernoves:
- SN 1957B, que va arribar a la magnitud 13[9]
- SN1980I.[10]
- SN 1991bg[11]